# Nghĩa Thuận, Tư Nghĩa
Nghĩa Thuận là xã thuộc huyện Tư Nghĩa, tỉnh Quảng Ngãi, Việt Nam.

## Địa giới hành chính
Xã Nghĩa Thuận nằm ở phía tây của huyện Tư Nghĩa, thuộc hữu ngạn sông Trà Khúc.
- Phía đông giáp xã Nghĩa Kỳ, huyện Tư Nghĩa.
- Phía nam giáp các xã Nghĩa Kỳ và Nghĩa Thắng, huyện Tư Nghĩa.
- Phía tây giáp xã Nghĩa Thắng, huyện Tư Nghĩa.
- Phía bắc giáp các xã Tịnh Sơn và Tịnh Hà, huyện Sơn Tịnh.

Sông Trà Khúc là ranh giới tự nhiên của xã Nghĩa Thuận với các xã thuộc huyện Sơn Tịnh.

## Lịch sử hành chính
Vùng đất của xã Nghĩa Thuận vào năm 1946 thuộc xã Nghĩa Thắng. Xã Nghĩa Thắng được thành lập năm 1946 trên cơ sở một số thôn xã của phủ Tư Nghĩa cũ.
Trong thời gian Việt Nam cộng hòa quản lý, từ năm 1958, vùng đất của xã Nghĩa Thuận được gọi là xã Tư Thịnh, thuộc quận Tư Nghĩa, tỉnh Quảng Ngãi. Các thôn thuộc xã Tư Thịnh được đổi gọi là ấp. Trong khi đó, chính quyền kháng chiến vẫn giữ cách gọi cũ.
Cuối năm 1975, huyện Tư Nghĩa và thị xã Quảng Ngãi hợp nhất thành thị xã Quảng Nghĩa thuộc tỉnh Nghĩa Bình, xã Nghĩa Thắng thuộc thị xã Quảng Nghĩa.
Năm 1981, xã Nghĩa Thắng thuộc huyện Tư Nghĩa mới tái lập.
Năm 1991, một phần diện tích và dân số của xã Nghĩa Thắng được tách ra để thành lập các xã Nghĩa Thuận và Nghĩa Thọ.
Hiện nay, xã Nghĩa Thuận có 6 thôn: Nam Phước, Mỹ Thạnh Bắc, Mỹ Thạnh Nam, Mỹ Thạnh Đông, Phú Thuận, Phú Thuận Tây.

## Giao thông
Xã Nghĩa Thuận có tỉnh lộ 625 chạy qua địa bàn.

## Giáo dục
Trên địa bàn xã có:
- 1 trường trung học phổ thông: Số 2 Tư Nghĩa.
- 1 trường trung học cơ sở: Nghĩa Thuận.
- 1 trường Tiểu Học: Nghĩa Thuận.